# Jimeno I Garcés
Jimeno Garcés (Jimeno anche in spagnolo, in catalano, in aragonese e in portoghese; Ximeno in basco; seconda metà dell'VIII secolo – 851 circa) fu co-regnante (844-851) del re di Pamplona.

## Origine
Figlio presumibilmente di Garcia Jimenz, signore di Álava e duca di Guascogna.

Secondo il codice di Roda fu il padre di García II Jiménez e di Iñigo I; anche En los albores del reino¿dinastía Iñiga?,¿dinastía Jimena? tratta la questione accettando che Íñigo e Garcia furono fratelli.

Fu l'iniziatore della dinastia Jimena che, con il colpo di Stato del 905 contro Fortunato Garcés, subentrò alla dinastia degli Arista.

## Biografia

Il regno di Pamplona (regno di Navarra) nel IX secolo.

Dopo che l'emiro di al-Andalus, Muḥammad I ibn ʿAbd al-Raḥmān ebbe sconfitto il reggente del regno di Pamplona, García I Íñiguez, Jimeno, nell'844, venne nominato co-regnante di Iñigo I Iñiguez, governando assieme a Garcia I.
Secondo il Chronicon Fontanellensis Fragmentum, nell'851, i duchi di Navarra inviarono al re dei Franchi occidentali e re d'Aquitania, Carlo il Calvo, ambasciatori con doni di pace; secondo la nota a piè di pagina i duchi di Navarra erano Iñigo I Iñiguez e Jimeno I.
Anche lo storico genealogista basco Jean de Jaurgain (1842–1920), nel suo la Vasconie, individua nei duchi Iñigo I Iñiguez e Jimeno I.
Alla sua morte, nell'851, il figlio García, gli subentrò come co-regnante di Garcia I Iniguez.

## Discendenza
Jimeno dalla moglie,non nota,ebbe due figli:
- Iñigo Íñiguez, (circa 790 - circa 852) [2]
- García Jiménez (circa 800 - circa 851) [2], che gli succedette come co-regnante di García I Íñiguez, e fu reggente durante la prigionia di Fortunato Garcés.

Secondo gen fu l'unico figlio di Jimeno I Garcés

## Ascendenza
|                       |   |   | Genitori |  |  | Nonni |  |  | Bisnonni              |  |  | Trisnonni            |  |
|                       |   |   |          |  |  |       |  |  | Adelrico di Guascogna |  |  | Lupo II di Guascogna |  |
|                       |   |   |          |  |  |       |  |  | Adelrico di Guascogna |  |  | Lupo II di Guascogna |  |
|                       |   | … |          |  |  |       |  |  | Adelrico di Guascogna |  |  |                      |  |
| Semen di Guascogna    |   |   |          |  |  |       |  |  | Adelrico di Guascogna |  |  |                      |  |
|                       |   | … | …        |  |  |       |  |  |                       |  |  |                      |  |
|                       |   | … | …        |  |  |       |  |  |                       |  |  |                      |  |
|                       |   | … | …        |  |  |       |  |  |                       |  |  |                      |  |
| Garcia I di Guascogna |   | … |          |  |  |       |  |  |                       |  |  |                      |  |
|                       |   | … | …        |  |  |       |  |  |                       |  |  |                      |  |
|                       |   | … | …        |  |  |       |  |  |                       |  |  |                      |  |
|                       |   | … | …        |  |  |       |  |  |                       |  |  |                      |  |
| Onneca                |   | … |          |  |  |       |  |  |                       |  |  |                      |  |
|                       |   | … | …        |  |  |       |  |  |                       |  |  |                      |  |
|                       |   | … | …        |  |  |       |  |  |                       |  |  |                      |  |
|                       |   | … | …        |  |  |       |  |  |                       |  |  |                      |  |
| Jimeno I Garcés       |   | … |          |  |  |       |  |  |                       |  |  |                      |  |
|                       | … | … |          |  |  |       |  |  |                       |  |  |                      |  |
|                       | … | … |          |  |  |       |  |  |                       |  |  |                      |  |
|                       | … | … |          |  |  |       |  |  |                       |  |  |                      |  |
| …                     | … |   |          |  |  |       |  |  |                       |  |  |                      |  |
|                       |   | … | …        |  |  |       |  |  |                       |  |  |                      |  |
|                       |   | … | …        |  |  |       |  |  |                       |  |  |                      |  |
|                       |   | … | …        |  |  |       |  |  |                       |  |  |                      |  |
| …                     |   | … |          |  |  |       |  |  |                       |  |  |                      |  |
|                       |   | … | …        |  |  |       |  |  |                       |  |  |                      |  |
|                       |   | … | …        |  |  |       |  |  |                       |  |  |                      |  |
|                       |   | … | …        |  |  |       |  |  |                       |  |  |                      |  |
| …                     |   | … |          |  |  |       |  |  |                       |  |  |                      |  |
|                       |   | … | …        |  |  |       |  |  |                       |  |  |                      |  |
|                       |   | … | …        |  |  |       |  |  |                       |  |  |                      |  |
|                       |   | … | …        |  |  |       |  |  |                       |  |  |                      |  |
|                       |   | … |          |  |  |       |  |  |                       |  |  |                      |  |

### Fonti primarie
- (LA)  Textos navarros del Códice de Roda Archiviato il 31 gennaio 2021 in Internet Archive..
- (LA)  Rerum Gallicarum et Francicarum Scriptires, tomus VII.

### Letteratura storiografica
- (ES)  #ES En los albores del reino¿dinastía Iñiga?,¿dinastía Jimena?.
- (FR)  #ES La Vasconie.